# Hellizabeth
«Hellizabeth» es un sencillo de la banda finlandesa de hard rock Lordi, que fue publicado el 14 de febrero de 2025. Es el tercer sencillo del álbum Limited Deadition y además fue lanzado junto a un nuevo videoclip.
Mr. Lordi describe el sencillo como:

'Hellizabeth' es otra típica canción de LORDI, tanto en letra como en música. Está diseñada al estilo de un guion gráfico de película de terror sobre la experiencia de una mujer en una casa embrujada. Musicalmente, creo que el momento más impresionante es el extraño comienzo progresivo de la canción. Surge de recuerdos de la infancia al intentar aprender a tocar un instrumento. En realidad, es solo la melodía vocal del verso interpretada como lo haría un niño de nueve años, con toda la banda tocando lo mismo al unísono y sin nada en medio. Así funcionaba al menos mi cerebro con la música cuando era niño, antes de darme cuenta: 'Oh, la melodía vocal es diferente y lo que hay en el fondo debe darle armonía y coro.
Mr. Lordi

## Lista de canciones
- Hellizabeth (3:40)

## Créditos
- Mr. Lordi (vocalista)
- Kone (guitarra)
- Hiisi (bajo)
- Mana (batería)
- Hella (piano)